# Reyābād
Reyābād (persiska: ری آباد, Riābād) är en ort i Iran.   Den ligger i provinsen Semnan, i den norra delen av landet, 400 km öster om huvudstaden Teheran. Reyābād ligger 1 034 meter över havet och antalet invånare är 408.
Terrängen runt Reyābād är platt åt sydost, men åt nordväst är den kuperad.Runt Reyābād är det mycket glesbefolkat, med 5 invånare per kvadratkilometer. Närmaste större samhälle är Hūnestān, 14,4 km söder om Reyābād. Trakten runt Reyābād är ofruktbar med lite eller ingen växtlighet.